# Tęcza Finiana
Tęcza Finiana – amerykański musical z 1968 roku w reżyserii Francisa Forda Coppoli. Scenariusz napisali E.Y. Harburg i Fred Saidy na podstawie własnego musicalu z 1947 pod tym samym tytułem.

## Obsada
- Fred Astaire - Finian McLonergan
- Petula Clark - Sharon McLonergan
- Tommy Steele - Og
- Don Francks - Woody Mahoney
- Keenan Wynn - Senator Hawkins
- Al Freeman Jr. - Howard
- Barbara Hancock - Cicha Susan

## Sekwencje muzyczne
- Prelude/Look to the Rainbow
- This Time of the Year
- How Are Things in Glocca Morra?
- Look to the Rainbow (Reprise)
- Old Devil Moon
- Something Sort of Grandish
- If This Isn't Love
- (That) Great Come-and-Get-It-Day
- When the Idle Poor Become the Idle Rich
- Rain Dance Ballet
- The Begat
- When I'm Not Near the Girl I Love
- How Are Things in Glocca Morra? (Reprise)

## Nagrody i nominacje
- Złoty Glob - Najlepszy musical lub komedia (nominacja)
- Złoty Glob - Najlepsza aktorka w musicalu lub komedii - Petula Clark (nominacja)
- Złoty Glob - Najlepszy aktor w musicalu lub komedii - Fred Astaire (nominacja)
- Złoty Glob - Najlepsza aktorka drugoplanowa - Barbara Hancock (nominacja)
- Oscar - Najlepsza muzyka adaptowana - Ray Heindorf (nominacja)
- Oscar - Najlepszy dźwięk - M.A. Merrick, Dan Wallin (nominacja)